# Tren Suburbano de Monterrey
El Tren Suburbano de Monterrey será un tren de cercanías construido en Monterrey, Nuevo León, México. El costo del proyecto será de 12 mil millones de pesos, la Fase 1, de la cual 3 mil millones provienen del gobierno Federal, vía Fondo Nacional de Infraestructura, otros 3 mil millones vía Banobras y 6 mil millones de parte de la Iniciativa Privada, bajo un esquema de Asociación Público Privada. Samuel García aclaró que en 2022 pretenden iniciar con los estudios técnicos del proyecto mismos que costarán hasta 500 millones de pesos.

## Historia
En 2005, José Eduardo Siller Aguirre, director general de la empresa FERROMURO INTEGRAL INTERNACIONAL, quien con sus recursos e iniciativa comenzó hacer propuestas, diagramas de operación y prototipos del proyecto del tren suburbano de Monterrey.
En 2010 fue presentado el proyecto del tren suburbano a la administración estatal, que mostró interés y a solicitud suya se profundizó en los estudios pertinentes para prototipar y diseñar aún más.
En 2019, el gobierno federal y el gobierno de Nuevo León firmaron un convenio para fortalecer la movilidad del estado construyendo 100 kilómetros de vías para el Tren Suburbano García-Aeropuerto.
El convenio implica liberar 172 kilómetros de vías férreas de trenes de carga, incluyendo la construcción de un tren ligero de pasajeros que en su primera etapa iría del Aeropuerto Internacional de Monterrey al municipio de García, cuya inversión seria a 13,000 millones de pesos.
Esta vía tendría un recorrido de 62 kilómetros y cruzará los municipios de Apodaca, Monterrey, San Nicolás de los Garza, San Pedro Garza García, Santa Catarina y García; en este proyecto se planeaban en principio 27 estaciones, 22 intermedias, dos terminales y tres de transferencia intermodal, además se conectaría con la Ecovía y con las líneas 1 y 2 del Metrorrey.
Según la Secretaría de Comunicaciones y Transportes (SCT), podría servir a 850,000 pasajeros y se atendería a una parte de los 11 millones que cada año utilizan el aeropuerto de Monterrey.
Un año después, en marzo del 2020, el proyecto del tren suburbano se presentó ante el instituto Mexicano de la Propiedad Intelectual (IMPI) haciendo solicitudes de declaración administrativa de infracción en materia de comercio en contra del Gobernador de Nuevo León, el Secretario de Desarrollo Sustentable del Estado de Nuevo León y el director general del Sistema de Transporte Colectivo Metrorrey. 
El 20 de noviembre del 2021, el nuevo Gobernador de Nuevo León, Samuel García, recortó el proyecto del tren suburbano, argumentando que solo sería una primera etapa que estaría en Monterrey; sin embargo, argumentó que no sería ampliado hasta García porque “ésa era una ocurrencia de ‘El Bronco’, porque no está lo suficientemente poblada (para) que dé el aforo».
Aunque el proyecto de construcción del tren suburbano fue aprobado por el Gobierno Federal por el presidente Andrés Manuel López Obrador, en los últimos meses del 2021, a partir de 2022 los planes de construcción del proyecto cambiaron por parte del Gobierno del Estado. En abril de 2022, la administración estatal anunció su interés por revivir la construcción del Tren Suburbano, aunque el proyecto original, firmado en 2019, tenía un recorrido de 62 kilómetros y el que se dio a conocer en 2022 solo era de 29 kilómetros.
Inicialmente, se contemplaba que el Tren Suburbano llegara hasta Apodaca, pero el gobernador de Nuevo León, Samuel García dijo que se hicieron los ajustes necesarios para conseguir la extensión hasta el municipio de Pesquería y así beneficiar a quienes acuden a trabajar a plantas industriales de la region.